# إلين هانسل
إلين هانسل (بالإنجليزية: Ellen Hansell) مواليد 18 سبتمبر 1869 في فيلادلفيا، الولايات المتحدة - الوفاة 11 مايو 1937 في بيتسبرغ، كانت لاعبة كرة مضرب أمريكية وكانت تلعب باليد اليمنى. كما أنها إحدى بطلات الجراند سلام.

## النهائيات

### الفردي (الألقاب 1, الوصافة 1)
| الحصيلة | السنة | البطولة                     | المنافس في النهائي | النتيجة في النهائي |
| ------- | ----- | --------------------------- | ------------------ | ------------------ |
| الفوز   | 1887  | بطولة أمريكا المفتوحة للتنس | لورا نايت          | 6–1, 6–0           |
| الوصافة | 1888  | بطولة أمريكا المفتوحة للتنس | بيرثا تاونسند      | 6–3, 6–5           |

## روابط خارجية
- إلين هانسل على موقع قاعة مشاهير كرة المضرب الدولية (الإنجليزية)